# Йоганн I (курфюрст Саксонії)
Йоганн I Непохитний (нім. Johann der Beständige, 30 червня 1467 — 16 серпня 1532 року) — 10-й курфюрст Саксонії в 1525—1532 роках.

## Життєпис

### Співправитель
Походив з Ернестинської гілки Веттінів. Четвертий син Ернста I, курфюрста Саксонії, та Єлизавети Баварської. Народився 1467 року в Майсені. Юність провів при дворі імператора Фрідріха III Габсбурга.
1486 року після смерті батька став співправителем брата Фрідріха III у володіннях Ернестинської гілки, окрім Саксен-Віттенберзького герцогства. Водночас брав участь у військових походах короля Німеччини Максиміліана I, зокрема в боротьбі проти угорців у 1486—1487 роках та битвах Камбрейської ліги проти Венеційської республіки в 1508 році.
1500 року одружився з представницею династії Мекленбургів. Втім вже 1503 року став вдівцем (дружина померла після пологів). 1513 року одружився вдруге. Того ж року домовився з братом Фрідріхом III про так званий внутрішній поділ, отримавши володіння із центром у Веймарі. Втім зовні залишилося спільне панування (при фактичному Фрідріха III). У 1521 році після смерті другої дружини Йоганна відбувся новий поділ з братом, внаслідок чого під управління Йоганна перейшли Веймар, тюрингійська, франкська та фогтландська землі.

### Курфюрст
1525 року після смерті брата Фрідріха III отримав усі батьківські володіння та титул курфюрства Саксонії. На відміну від попередника долучився до імперських князів, що виступили на придушення селян на чолі із Томасом Мюнцером. В союзі з ландграфом Філіппом Гессенським, саксонським герцогом Георгом Веттіном та пфальцграфом саксонським Генріхом Веттіном, графом Альбрехтом Мансфельдом та іншими князями завдав в битві під Франкенгаузеном рішучої поразки селянам. Мюнцер був узятий у полон і страчений.
Водночас усіляко підтримував Реформацію в лютеранському розумінні. Він був одним з перших послідовників Лютера і в серпні 1525 року наказав духовенству своєї країни проповідувати євангельське вчення. Наприкінці 1525 року разом з ландграфом Філіппом Гессенським створив Лігу в Готі на підтримку Реформації, у лютому 1526 року її було перетворено на Лігу Торгау. Того ж року на Першому Шпейєрському рейхстазі Йоганн I домігся відтермінування впровадження Вормського едикту з боротьби з протестантами. Натомість було домовлено, що кожна область має вірувати за власним бажанням до прийняття рішення головною радою імперії з релігійних питань. Скориставшись цим Йоганн I та інші князі-протестанти на синоді в Гомбурзі в жовтні 1526 року прийняли рішення про сприяння лютеранству. 1527 року курфюрст Йоганн зробив лютеранську церкву єдиною для Саксонського курфюрства, очільником якої став Йоганн I. При цьому було конфісковано власність католицької церкви, зокрема єпископів та монастирів, що значно збільшили статки Йоганна I.
Стійкість, з якої курфюрст виніс погрози позбавити його курфюрства за відступ від католицтва, доставила йому назву «Непохитного» («Стійкого»). Зокрема це проявилося після Другого Шпейєрського рейхстагу 1529 року, коли католицька партія фактично анулювала рішення Шпейєрського рейхстагу 1526 року.
Прихильність курфюрства до лютеранства спричинило конфлікт з Георгом, герцогом Саксонським, прихильником католицтва. Внаслідок чого 1530 року відбувся Саксонський поділ монетних дворів, за яким Йоганн I отримав монетні двори Цвікау і Бухгольца. В своїх монетах Йоганн I зменшив вміст срібла.
Коли поширилася чутка, що імператор Карл V Габсбург має намір позбавити Йоганна курфюрства і передати його герцогу саксонському Георгу Багатому, Філіпп Гессенський марно намагався схилити Йоганна укласти союз з усіма послідовниками нового навчання, для відкритого протидії імператору: Йоганн I не бажав вдаватися до сили і не згоден був на союз з послідовниками Ульріха Цвінглі. Лише після довгих коливань і з огляду на явно ворожі наміри імператора саксонський курфюрст в 1530 році зважився стати, разом з Філіпом Гессенським, на чолі союзу послідовників євангельського вчення — Шмалькальденської ліги, який був оформлений 1531 року. В 1530 році на рейхстазі в Аусбурзі підтвердив прихильність до Аугсбурзького сповідання. Водночас курфюрст Саксонії не бажав війни через складну фінансову ситуацію. Тому він постійно збільшував податки, зокрема так званий «турецький».
У свою чергу утворення Шмалькальденської ліги  змусило Габсбурга, що потребував грошей і військ у війні проти Османської імперії, укласти в 1532 році з протестантами Нюрнберзький мир. Невдовзі після цього Йоганн I помер. Йому спадкував син Йоганн Фрідріх I.

## Родина
1. Дружина — Софія, донька Магнуса II, герцога Мекленбургу.
Діти:
- Йоганн Фрідріх I (1503—1554), 11-й курфюрст Саксонії

2. Дружина — Маргарита, донька Вальдемара VI Асканія, князя Ангальт-Кетен.
Діти:
- Марія (1515—1583), дружина Філіппа I, герцога Померанія-Вогаст
- Маргарита (1518—1535)
- Йоганн (1519)
- Йоганн Ернст (1521—1553), герцог Саксен-Кобурзький